# Sotensko pod Kalobjem
Sotensko pod Kalobjem – wieś w Słowenii, w gminie Šentjur. W 2018 roku liczyła 24 mieszkańców.